# Masaru Tanaka
Masaru Tanaka (Japans: 田中 賢, Tanaka Masaru) (Nagaoka, 23 maart 1946) is een Japans componist en muziekpedagoog.

## Levensloop
Tanaka deed zijn studies aan het Tokyo College of Music en aan de Hochschule der Künste in Berlijn. Daarna was hij voor een bepaalde tijd leraar aan de muziekschol in Berlijn-Reinickendorf. Later werd hij docent aan de Tokyo Kasei University alsook aan het Tokyo Kasei Junior College. Verder doceert hij solfège aan de Ferris University - College of Music in Yokohama.
Voor zijn composities kreeg hij prijzen en onderscheidingen in binnen- en buitenland, bijvoorbeeld in 1978 de 23e compositieprijs van de stad Stuttgart alsook een prijs bij de Internationale Gaudeamus compositie wedstrijd.

## Composities

### Werken voor harmonieorkest
- 1984 Totem Pole of the Southern Skies
- 1988 Medosera, voor harmonieorkest
- 1988 Methusala I, voor harmonieorkest
- 1989 Origin I - Dance of the Earth
- 1990 Eoria, voor harmonieorkest
- 1992 Birds of the Red Flame - Prominence Bird
- 1992 Winds
- 1993 -im Licht - In Light-
- 1997 Acala
- 2001 March 2001
- Beginning of all
- Beyond the Aeon of Tame
- From the land of greatful light - version1
- From the land of greatful light - version2
- Into Space - to the Universe
- Kagayaki no Kuni kara - From the Land of Splendor
  1. ...Inishie Yori (From the Land of Splendor)
  2. Komori Uta (Lullaby)
  3. Kagayaki no Toki (Time of Splendor)
- Methusala II for Percussion and Symphonic Band
- Methusera 1
- Neleides
- Nereides for Symphonic Band
- Phonix -Prominece Bird
- Prominence Bird for Symphonic Band

### Kamermuziek
- 1977 Ai-ka - trio voor fluit en twee slagwerkers
- 1979 Echo from South, voor percussie
- 1981 On The Movement - voor viool en piano
- 1981 On the Movement II for Ensemble, voor harp, fluit en vier slagwerkers
- 1991 Beat the Feeling, voor zes slagwerkers